# Украинци в Гърция
Украинците в Гърция (на украински: Українці Греції, на гръцки: Ουκρανοί στην Ελλάδα) са 5-ата по численост етническа група в Гърция. Техният брой се оценява на около 20 хил. души, или около 0,2% от населението на страната.

## Организации
На територията на Гърция действат следните обществени обединения на украинците:
- Общество на украинската диаспора „Украинско-гръцка мисъл“, член на Световния конгрес на украинците, с клонове в град Патра и на остров Родос, с украинско съботно училище;[2]
- Украински културно-образователен център „Берегиня“, с украинско съботно училище;
- Център за подкрепа и развитие на украинското културно наследство „Трембита“, са украинско съботно училище;[2]
- Обществено сдружение „Асоциация на украинците в Гърция – Украинска журавлен край“, с функциониращ Украински културен център и библиотека;
- Неправителствена организация „Обединена украинска диаспора на Гърция“;
- Обществено сдружение „Украинците в Гърция“.[2]